# Derrick Peak
Derrick Peak är en bergstopp i Antarktis. Den ligger i Östantarktis. Australien gör anspråk på området. Toppen på Derrick Peak är 2 070 meter över havet, eller 481 meter över den omgivande terrängen. Bredden vid basen är 2,3 km.
Terrängen runt Derrick Peak är varierad. Trakten är obefolkad. Det finns inga samhällen i närheten. 